# District de Manbij
Le district de Manbij (en arabe : منطقة منبج (manṭiqat Manbiǧ)) est l'un des dix districts du Gouvernorat d'Alep, situé dans le nord-ouest de la Syrie ; son centre administratif est la ville de Manbij. D'après le Bureau central des statistiques syrien, sa population était de 408 143 habitants en 2004.

## Sous-districts
Le district de Manbij est divisé en quatre sous-districts (ou nahiés), (population en 2004) :
| Nom        | Surface (km²) | Population | Code     |
| ---------- | ------------- | ---------- | -------- |
| Manbij     | 1 219,88      | 204 766    | SY020500 |
| Abu Qilqil | 394,38        | 47 109     | SY020501 |
| al-Khafsah | 3 063,46      | 92 368     | SY020502 |
| Maskanah   | 506,27        | 64 829     | SY020503 |